# Rito liturgico
Il rito liturgico è il modo e l'ordine con cui si compie una funzione sacra, osservando un comportamento stilizzato, composto di sequenze di gesti e di formule verbali conformi ad uno schema prescritto.

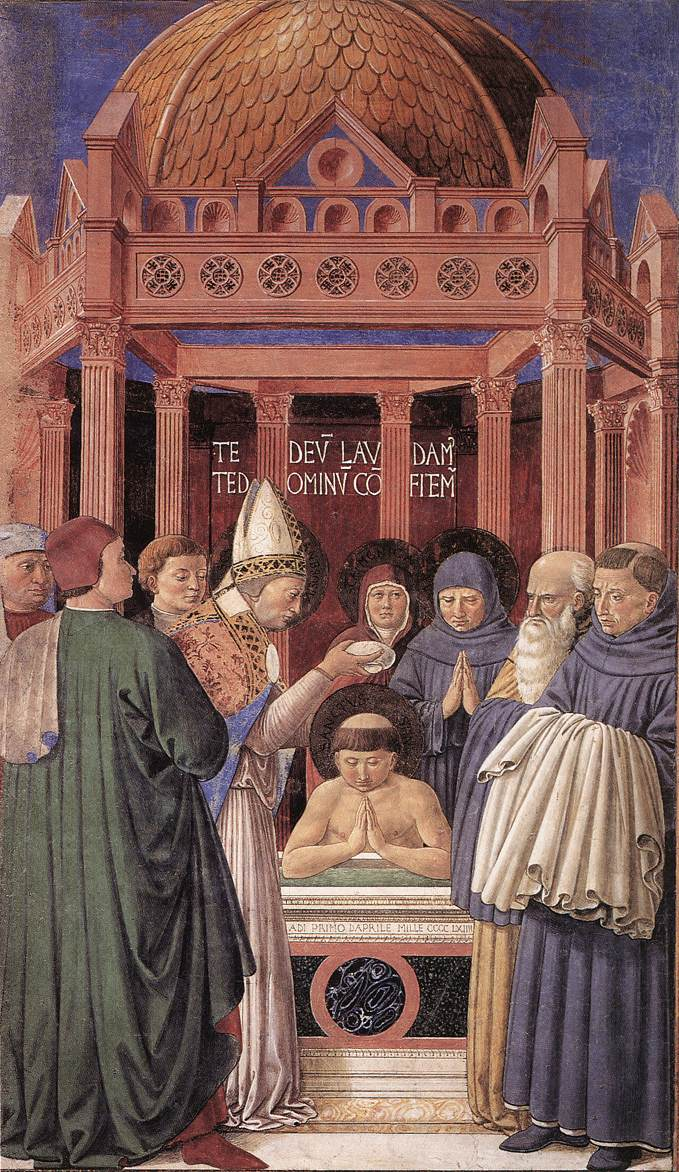
Rito del battesimo di Agostino di Ippona per mano di sant'Ambrogio (dipinto di Benozzo Gozzoli)

## Cristianesimo
Nonostante l'unicità del Mistero celebrato dalla liturgia cristiana, le forme in cui il Mistero è celebrato sono molteplici. Nessuna forma liturgica esaurisce completamente il Mistero, ma tutti i riti, nel loro sviluppo storico, si completano vicendevolmente, evidenziando aspetti diversi dello stesso Mistero. Grazie a questa complementarità, i diversi riti liturgici costituiscono un arricchimento per le diverse Chiese particolari e un'opportunità di crescita nella fedeltà alla tradizione apostolica. Il simbolismo, l'organizzazione della comunione e l'esposizione teologica rispecchiano le culture e la sensibilità di popoli ed epoche storiche diverse.
Dal punto di vista storico, nell'impero romano, luogo di nascita e di prima diffusione del cristianesimo, si svilupparono diverse tipologie di riti, che si distinguono in riti orientali e riti occidentali, seguendo la suddivisione politico-culturale dell'impero. I riti orientali sono comuni, con le dovute modifiche, a tutte le Chiese cristiane che ne fanno uso; i riti occidentali invece appartengono unicamente alla Chiesa cattolica.

### Oriente

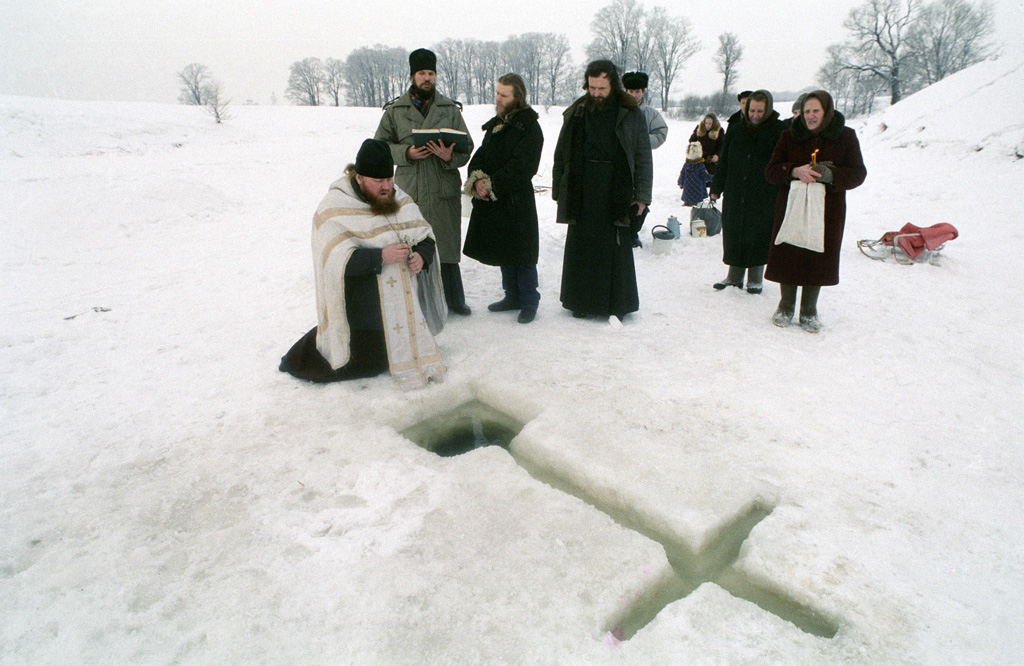
Rito ortodosso di benedizione dell'acqua per la festa dell'Epifania, presso il villaggio russo di Bogoljubovo (1996)

I riti dell'Oriente cristiano possono essere raggruppati in cinque tipologie. Tre di esse si rifanno ai grandi centri patriarcali dell'Impero romano d'Oriente (ossia Costantinopoli, Alessandria ed Antiochia); le altre due fanno riferimento a tradizioni e Chiese cristiane sorte fuori dai confini dell'impero:
- Rito bizantino
- Rito alessandrino
- Rito siriaco-occidentale o antiocheno
- Rito siriaco-orientale
- Rito armeno

### Insularità (delle Isole britanniche)
I riti del Cristianesimo celtico sono raggruppati nel rito celtico, tradizionalmente in uso nelle Isole britanniche (Gran Bretagna, Irlanda, Isola di Man, Isole del Canale) e poi sul continente europeo (Bretagna, Galizia e nei numerosi monasteri celtici diffusi in gran parte d'Europa).
Non esistendo un rito celtico unico per tutte le comunità cristiane, esso veniva adattato in base alle necessità del luogo e della cultura locale. Questo rito, con le sue varianti geografiche e culturali, venne utilizzato dai santi celtici nelle antiche chiese di Scozia, Irlanda, Galles e del Regno di Northumbria a partire dal II secolo. Il rito celtico è l’erede del culto della Chiesa dei primi secoli, così come fu praticato per centinaia di anni prima che il rito romano fosse imposto sulle coste delle Isole britanniche, partendo da Canterbury nell'anno 715.
- Rito celtico

### Occidente
Il rito ambrosiano è tra i pochi ad essere sopravvissuto all'unificazione dei riti occidentali nel rito romano, già iniziata con Carlo Magno e sancita dal Concilio di Trento, e alla riforma succeduta al Concilio Vaticano II.
I riti liturgici della Chiesa cattolica latina (od occidentale) sono:
Riti liturgici attualmente in norma e viventi
- Rito romano
- Rito ambrosiano
- Rito mozarabico
- Rito bracarense
- Rito anglicano
- Rito di Sarum

Riti liturgici soppressi e decaduti
- Rito gallicano
  - Rito parigino
  - Rito lionese
  - Rito versagliese
- Rito di Nidaros
- Rito patriarchino o aquileiese (soppresso nel 1596)
- Rito strigoniense
- Rito africano (Tunisia, fino al VII secolo)

### Chiesa cattolica
Nella Chiesa cattolica, il Concilio Vaticano II, con la costituzione Sacrosanctum Concilium, ha sancito la parità tra i diversi riti riconosciuti:
(Sacrosanctum Concilium, 4)
Inoltre, a norma del Codice dei canoni delle Chiese orientali, nella Chiesa cattolica i laici debbono osservare in ogni luogo il proprio rito, però hanno il diritto di partecipare alle celebrazioni liturgiche di qualunque Chiesa sui iuris. I figli di genitori cattolici che appartengono a riti liturgici diversi, di regola seguono il rito del padre, ma i genitori di comune accordo possono optare per il rito della madre. Se un battezzato acattolico entra in piena comunione con la Chiesa cattolica, conserva il proprio rito liturgico.
Nell'Assemblea Speciale del Sinodo dei Vescovi per la regione Panamazzonica del 2019 si è proposta la creazione di un nuovo rito liturgico: il rito amazzonico.

## Ebraismo
I diversi riti (minhag) dell'ebraismo sono generalmente suddivisi in tre famiglie principali:
- Minhag ashkenazita
- Minhag sefardita
- Minhag orientale